# Dictyophragmus
Dictyophragmus es un género de plantas fanerógamas de la familia Brassicaceae. Comprende 3 especies descritas y aceptadas.  Se distribuye por Argentina y Perú.

## Descripción
Son hierbas anuales con tricomas y glándulas multicelulares ausentes. Tallos erectos a ascendentes, simples o ramificados, con hojas basales y / o apicales. Hojas basales pronto sesecarán; las caulinarias son sésiles, auriculadas a amplexicaule en la base, dentadas. Las inflorescencias en racimos ebracteados o largo bracteado, corimbosa, alargada en la fruta; raquis recto o flexuoso; en la fructificación con pedicelos delgados,persistentes, rectas o ligeramente curvas. Los sépalos oblongos, libres, erguidos, iguales, base del par interior no sacciforme. Pétalos blancos, erguidos en la base. Fruto dehiscente, en silicuas capsulares y lineales a lineal-lanceoladas, fuertemente latiseptada, no se infla, y no está segmentada; válvas como de papel, con un nervio central prominente u oscuramente veteado, sin quilla, sin alas. Semillas uniseriadas, ampliamente aladas alrededor o sin alas, suborbicular o ampliamente ovadas u oblongas, muy aplanadas.

## Taxonomía
El género fue descrito por Otto Eugen Schulz  y publicado en Botanische Jahrbücher für Systematik, Pflanzengeschichte und Pflanzengeographie 66: 92. 1933. La especie tipo es: Dictyophragmus englerianus (Muschl.) O.E.Schulz
Etimología
Dictyophragmus: nombre genérico que deriva de las palabras del griego antiguo dictyos = "red o retículo" y phragmos = "valla o separación", en alusión a la fruta septada.

## Especies
A continuación se brinda un listado de las especies del género Dictyophragmus aceptadas hasta mayo de 2014, ordenadas alfabéticamente. Para cada una se indica el nombre binomial seguido del autor, abreviado según las convenciones y usos.
- Dictyophragmus englerianus (Muschl.) O.E.Schulz
- Dictyophragmus lactucoides (Förther & Weigend) Al-Shehbaz
- Dictyophragmus punensis (Romanczuk) I.A.Al-Shehbaz